# Derek Daly

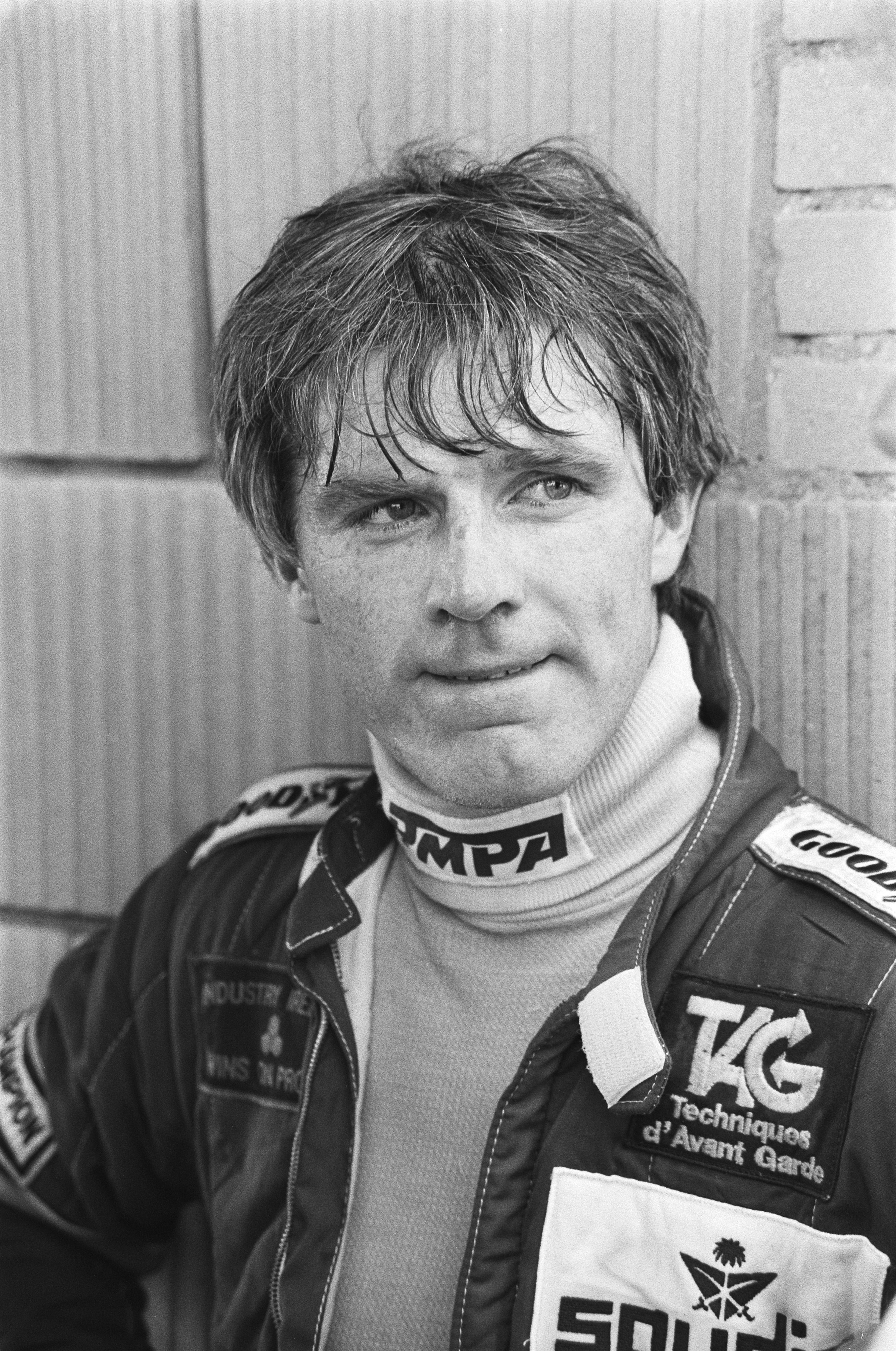
Derek Daly in 1982

Derek Daly (Dundrum, Dublin, 11 maart 1953) is een voormalig Formule 1-coureur uit Ierland. Hij reed tussen 1978 en 1982 64 Grands Prix voor de teams Hesketh Racing, Ensign, Tyrrell, March Engineering, Theodore Racing en Williams. Hij werd door Jan Lammers ook wel Dirk Dagelijks genoemd.

## Carrière

### 1978
Daly debuteert voor het team van Hesketh Racing, en gaat later in het seizoen bij Ensign rijden. Daly's hoogtepunt was een zesde plaats tijdens de Grote Prijs van Canada op het circuit van Montreal.

### 1979
Daly begint het seizoen bij Ensign, maar gaat later in het seizoen voor het team van Ken Tyrrell rijden. Daly's hoogtepunt was een achtste plaats tijdens de Grote Prijs van Oostenrijk op het circuit van Zeltweg. 

### 1980
Daly begint zijn eerste volledige seizoen bij het team van Tyrrell goed, door als vierde over de eindstreep te komen tijdens de Grote Prijs van Argentinië in Buenos Aires. Verder reed Daly nog vier keer in de top 10, waarvan zijn beste resultaat nog een vierde plaats was. Die behaalde hij tijdens de Grote Prijs van Groot-Brittannië op het circuit van Brands Hatch. Daly overleefde ook een crash in de Tarzanbocht tijdens de Grand Prix van Nederland. Hierbij kwam hij met zijn bolide bovenop de vangrail terecht.

### 1981
Dit werd een wat minder succesvol jaar voor Daly dan de twee jaren ervoor, toch liet Daly best mooie dingen zien in zijn March. Hij werd zevende tijdens de Grote Prijs van Groot-Brittannië in Silverstone, en hij werd achtste tijdens de Grote Prijs van Canada op het circuit van Montreal.

### 1982
Dit seizoen begint Daly bij het team van Theodore, maar later gaat hij voor het team van Williams rijden om Carlos Reutemann te vervangen. Daly reed vijf keer in de punten, waarvan driemaal op een vijfde plaats. Daly was een van de kansmakers om de Grote Prijs van Monaco te winnen, maar moest zijn Williams aan de kant zetten in de laatste ronde nadat hij schade had gereden. Dit had Daly's eerste overwinning in zijn Formule 1-carrière kunnen zijn. Het liep echter niet alleen voor hem fout af. Ook Didier Pironi, Alain Prost en Andrea de Cesaris zagen de zege aan hun neus voorbij gaan in de laatste ronde. Deze race die niemand wilde winnen werd uiteindelijk gewonnen door Riccardo Patrese, het was zijn eerste overwinning. Daly won nooit een race, net als Andrea de Cesaris.

### CART
Na 1982 besloot Daly de Formule 1 te gaan verlaten om te gaan racen in de CART-series, Daly behaalde zijn beste resultaat op de Milwaukee Mile door daar als zevende over de eindstreep te komen.